# Erdoğan (Varto)
Erdoğan ist ein Dorf in der Provinz Muş im Bezirk Varto in der Türkei.

## Geographie
Das Dorf Erdoğan ist von Muş 98 Kilometer und von Varto 50 Kilometer entfernt.

## Wirtschaft
Die Wirtschaft des Dorfes basiert auf Landwirtschaft und Tierhaltung.

## Informationen zur Infrastruktur
Im Dorf gibt es eine Grundschule. Das Dorf hat ein Trinkwassernetz, aber kein Kanalisationsnetz. Es gibt kein Krankenhaus. Die Straße, die den Zugang zum Dorf ermöglicht, ist asphaltiert und das Dorf verfügt über Strom und Festnetztelefon.